# Mbwemburu
Der Mbwemburu (auch Mbemkuru, Mto Bwamkuro) ist ein etwa 320 km langer Fluss im ostafrikanischen Staat Tansania.

## Verlauf
Er entspringt im Südwesten der Region Lindi, fließt nach Ostnordost und mündet in die Msungu Bay südlich der Stadt Kiswere in den Indischen Ozean. Der Mbwemburu trocknet nie komplett aus, zur Trockenzeit ist sein Oberlauf jedoch nur sehr schwach durchflossen.